# Unser lieben Frauen (Eschdorf)

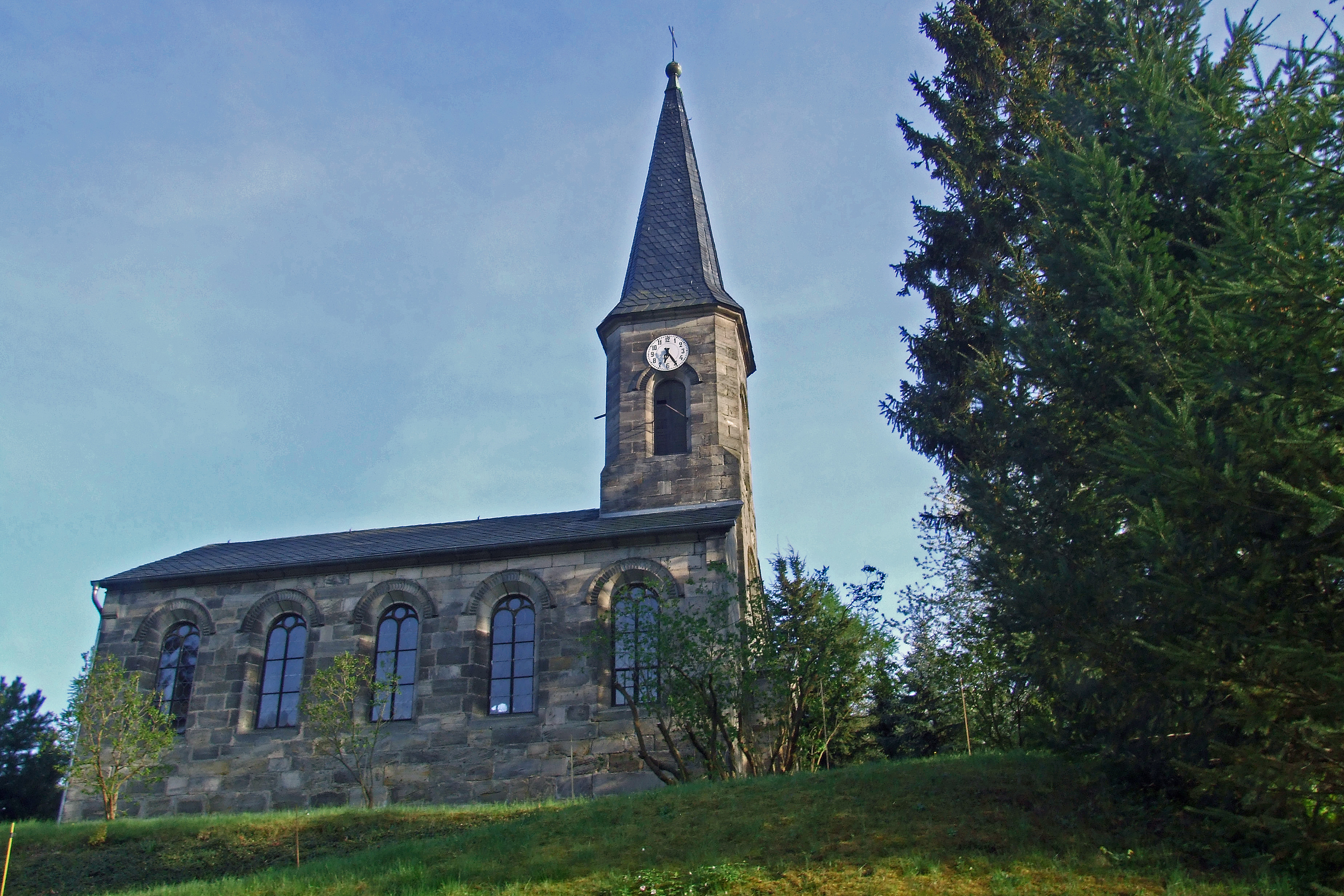
Kirche Eschdorf

Die evangelische Dorfkirche Unser lieben Frauen steht im Ortsteil Eschdorf der Stadt Rudolstadt im Landkreis Saalfeld-Rudolstadt in Thüringen.

## Geschichte
Die 1860/1861 an der Stelle des baufälligen Vorgängerbaus, einer ehemaligen Wallfahrtskirche, errichtete Kirche prägt das Ortsbild des kleinen Straßendorfes.
Die Kirche ist in die Liste der Kulturdenkmale in Rudolstadt eingetragen.